# Stepańki
Stepańki, także Stepanki (biał. Сцяпанкі, Sciapanki; ros. Степанки, Stiepanki) – agromiasteczko na Białorusi, w obwodzie brzeskim, w rejonie żabineckim, w sielsowiecie Stepańki.
Znajduje się tu prawosławna, drewniana cerkiew pw. św. Michała Archanioła, pochodząca z XVIII w.

## Historia
W XIX i w początkach XX w. położone były w Rosji, w guberni grodzieńskiej, w powiecie kobryńskim, w gminie Siechnowicze, której zarząd miał siedzibę w Stepankach.
W dwudziestoleciu międzywojennym leżały w Polsce, w województwie poleskim, w powiecie kobryńskim, do 18 kwietnia 1928 w gminie Siechnowicze, następnie w gminie Żabinka. W 1921 wieś liczyła 128 mieszkańców, zamieszkałych w 21 budynkach, w tym 116 Polaków i 12 Białorusinów. 114 mieszkańców było wyznania prawosławnego i 14 mojżeszowego.
Po II wojnie światowej w granicach Związku Sowieckiego. Od 1991 w niepodległej Białorusi.